# دائودا سو
دائودا سو (فرانسوی: Daouda Sow‎؛ زادهٔ ۱۹ ژانویهٔ ۱۹۸۳) بوکسور اهل فرانسه است.